# Convención de 1832
La Convención de 1832 fue la primera reunión de carácter político de colonos en  Texas México.  Los delegados requerían reformas por parte del gobierno mexicano y esperaban poder desacreditar los rumores que circulaban en el sentido que Texas se quería escindir de México.  La convención fue la primera de varios intentos fracasados de negociaciones políticas que finalmente terminaron en la Revolución de  Texas.
En la Constitución de México de 1824, a Texas se le denegó el estatus de estado independiente y fue incorporado en un nuevo estado denominado  Coahuila y Tejas.  Luego de que crecieran las sospechas que el gobierno de Estados Unidos intentaría tomar a Texas por la fuerza, en 1830 el presidente mexicano Anastasio Bustamante firmó una serie de leyes sumamente impopulares restringiendo la inmigración y estableciendo la obligación de abonar derechos de aduanas.  Las tensiones hicieron eclosión en junio de 1832, cuando los residentes de Texas  expulsaron sistemáticamente a todas las tropas mexicanas asentadas en el este de Texas.
La falta de control militar permitió y alentó a los colonos para aumentar su actividad política.  El 1 de octubre de 1832, 55 delegados políticos se reunieron en San Felipe de Austin para reclamar cambios al sistema de gobierno del estado. No hubo representación alguna de San Antonio de Béxar, donde vivían numerosos pobladores nativos mexicanos (tejanos). Los delegados eligieron a Stephen F. Austin, un empresario muy respetado como presidente de la convención.
Los delegados  aprobaron varias resoluciones solicitando, entre otras cosas, un rechazo de las restricciones a la inmigración, suspender por tres años el pago de tasas de aduana, permiso para formar una milicia armada y que se le otorgara una condición de estado independiente.  Además se otorgaron el poder de convocar a futuras convenciones. Antes que la petición pudiera ser despachada hacia Ciudad de México, el jefe político de Texas, Ramón Músquiz, decretó que la convención era ilegal y anuló sus resoluciones.  En una solución de compromiso, el ayuntamiento (consejo de la ciudad) de San Antonio de Béxar redactó un nuevo petitorio con un lenguaje similar al de las resoluciones de la convención y lo presentó a través de los canales legales apropiados.  Músquiz envió el documento al Congreso de México.

## Antecedentes
En 1821 las colonias del Nuevo Mundo ganaron su independencia y se unieron formando un nuevo país, México, la Constitución de 1824 estableció a México como una república federal independiente. A las zonas escasamente pobladas se les negó la independencia y se unieron al país como zonas aledañas. La antigua colonia española de Texas, que marca el borde entre Estados Unidos, fue anexada a Coahuila, formando el nuevo estado Coahuila y Texas Para ayudar a gobernar el estado, a causa de su extensión, se l subdividió diversos departamentos; Texas estaba incluido en el Departamento de Béxar. Con la formación del nuevo estado el comité de gobierno local fue obligado a disolverse. Y la capital fue trasladada de San Antonio de Béjar a Saltillo Sin embargo muchos ciudadanos tejanos nativos mexicanos que vivían en Texas se mostraron reacios a renunciar a su autonomía.
El gobierno en bancarrota era incapaz de proveer asistencia militar para los habitantes de Texas, quienes constantemente sufrían ataques de parte de nativos norteamericanos. Con la esperanza de apoyar a los habitantes a defenderse en 1824 el gobierno instó a empresarios (desarrolladores inmobiliarios) de Estados Unidos y Europa a asentarse en el estado de Texas. De esta manera el número de norteamericanos viviendo en Texas se incrementó y las autoridades mexicanas se volvieron aprehensivas ante lo que se percibía como acciones tendientes a  que Estados Unidos anexara el estado a su territorio. El 6 de abril de 1830, el gobierno mexicano aprobó leyes que restringían la inmigración de habitantes norteamericanos a Texas, así mismo las leyes cancelaban los contratos de empresarios e incrementaban sus impuestos.

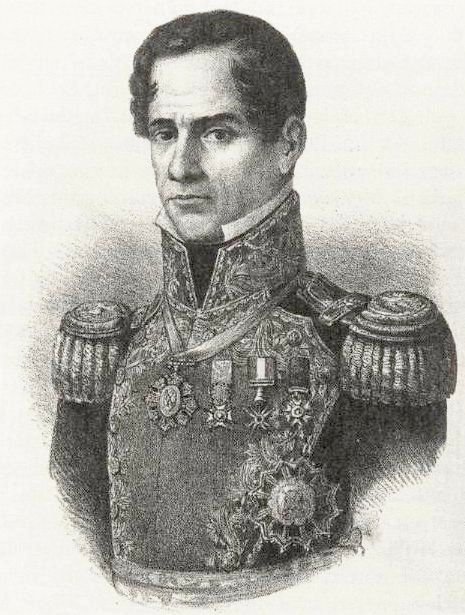
El alzamiento del General Antonio Lopez de Santa Anna contra el gobierno mexicano le dio a los Texanos una excusa para su rebelión.

 Las nuevas leyes resultaron molestas para los Tejanos y los migrantes y fue entonces que Stephen F. Austin un empresario respetado advirti̟ó a Anastasio Bustamante que dichas leyes parecían diseñadas para destruir las colonias.  Los delegados texanos fueron claros en su oposición y por ello uno fue expulsado de la legislatura. Austin fue elegido para ocupar dicha posición y en diciembre de 1830 dejó Saltillo.
La implementación de las leyes generó tensión en el estado. Parte de la inconformidad venía de la instalación de una nueva base militar creada para recolectar impuestos. El comandante de dicho puesto fue Juan Davis Bradburn. Como resultado de los disturbios de Anahuac (Texas) Bradburn fue forzado a dimitir.
La pequeña revuelta coincidió con la rebelión liderada por Antonio López de Santa Anna contra Bustamante y su gobierno centralizado.; el caos en el interior mexicano y los acontecimientos de Anahuac permitieron a los inmigrantes  levantarse en armas contra sus gobernantes por lo que durante las siguientes semanas los militares mexicanos fueron expulsados de sus puestos. Una vez libres del control militar los inmigrantes aumentaron su poder político y su actividad en el gobierno de Texas.

## Encuentro
Alentados por los acontecimientos recientes los texanos organizaron una convención política para persuadir a las autoridades  mexicanas a cambiar las Leyes del 6 de abril. En agosto 22 el ayuntamiento de San Felipe (Texas) (la capital de la colonia de Austin) llamó a cada distrito a elegir cinco delegados. Aunque Austin intentó disuadir a los instigadores, las elecciones fueron celebradas antes de su regreso de Saltillo. Dieciséis comunidades eligieron delegados. Los dos municipios con mayor población texana San Antonio de Béjar y Victoria (Texas) se negaron a participar. Agitadores e instigadores bien identificados, como es el caso de James Bowie y William B. Travis fueron derrotados. Los texanos no tuvieron una participación importante en las elecciones, más que nada por la falta de participación de Béxar y Victoria. La convención fue liderada por prominentes texanos de ciudades que si asistieron a la misma, pero todos declinaron.

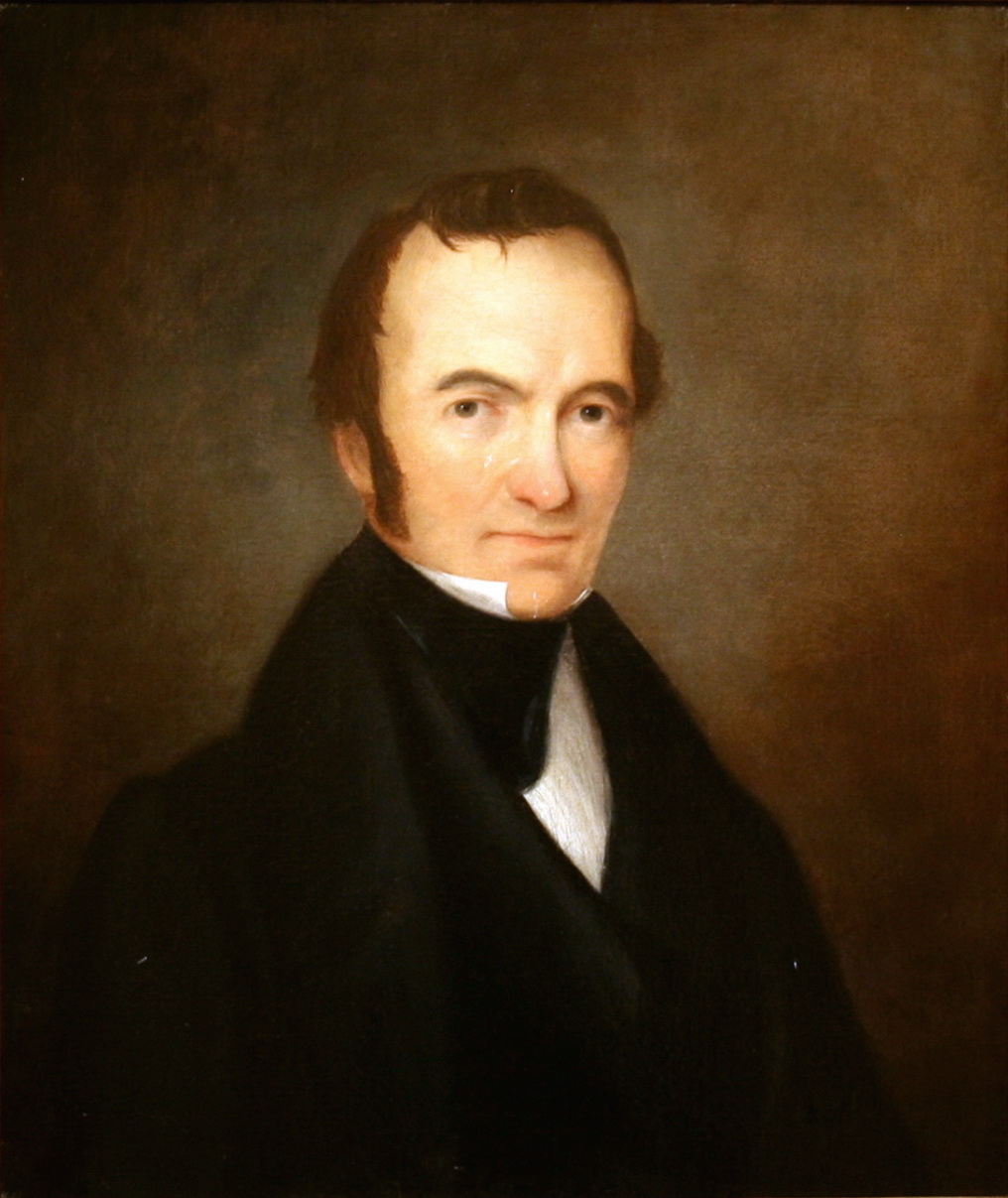
Stephen F. Austin fue elegido presidente de la convención.

En octubre de 1832, 55 delegados se encontraron en San Felipe aunque la asistencia puede haberse visto disminuida por la falta de tiempo entre el evento y la noticia. Esta fue la primera vez que residentes del Estado se reunieron para tratar temas de interés común.